# Collegio elettorale di Senorbi
Il collegio elettorale di Senorbi è stato un collegio elettorale uninominale del Regno di Sardegna.
Fu istituito con la legge n. 3778 del 20 novembre 1859.
Del collegio,  identificato col numero 61, fecero parte i territori di Senorbì, Guasila, Nuraminis, Muravera, Pauli Gerrei.
Con l'unità d'Italia il territorio divenne parte del collegio di Isili.

## Dati elettorali
Nel collegio si svolsero votazioni solo per la settima legislatura.

### VII legislatura
Le votazioni si svolsero in 387 collegi uninominali a doppio turno. Come previsto dalla legge elettorale del 20 novembre 1859, era eletto al primo turno il candidato che «riunisce in suo favore più del terzo dei voti del total numero dei membri componenti il collegio e più della metà dei suffragi dati dai votanti presenti all'adunanza» (art. 91). Se nessun candidato era eletto, al ballottaggio tra i due candidati con più voti era eletto chi otteneva il maggior numero di voti (art. 92) o, in caso di ugual numero di voti, il maggiore d'età (art. 93).
| Partito                            | Partito                            | Candidato                          | Primo turno 25 marzo 1860 | Primo turno 25 marzo 1860 | Ballottaggio 29 marzo 1860 | Ballottaggio 29 marzo 1860 |
| Partito                            | Partito                            | Candidato                          | Voti                      | %                         | Voti                       | %                          |
| ---------------------------------- | ---------------------------------- | ---------------------------------- | ------------------------- | ------------------------- | -------------------------- | -------------------------- |
|                                    | —                                  | Francesco Maria Serra              | 157                       | 45,38                     | 260                        | 50,19                      |
|                                    | —                                  | Giovanni Siotto Pintor             | 113                       | 32,66                     | 258                        | 49,81                      |
|                                    | —                                  | Giuseppe Sanna Sanna               | 76                        | 21,97                     |                            |                            |
|                                    |                                    |                                    |                           |                           |                            |                            |
| Iscritti                           | Iscritti                           | Iscritti                           | 1 069                     | 100,00                    | 1 069                      | 100,00                     |
| ↳ Votanti (% su iscritti)          | ↳ Votanti (% su iscritti)          | ↳ Votanti (% su iscritti)          | 448                       | 41,91                     | 520                        | 48,64                      |
| ↳ Voti validi (% su votanti)       | ↳ Voti validi (% su votanti)       | ↳ Voti validi (% su votanti)       | 346                       | 77,23                     | 518                        | 99,62                      |
| ↳ Schede non valide (% su votanti) | ↳ Schede non valide (% su votanti) | ↳ Schede non valide (% su votanti) | 102                       | 22,77                     | 2                          | 0,38                       |
| ↳ Astenuti (% su iscritti)         | ↳ Astenuti (% su iscritti)         | ↳ Astenuti (% su iscritti)         | 621                       | 58,09                     | 549                        | 51,36                      |

L'onorevole Serra il 15 aprile 1860 fu nominato primo presidente di Corte d'appello in Cagliari e di conseguenza decadde dalla carica. Il collegio fu riconvocato.
| Partito                            | Partito                            | Candidato                          | Primo turno 1º luglio 1860 | Primo turno 1º luglio 1860 | Ballottaggio 5 luglio 1860 | Ballottaggio 5 luglio 1860 |
| Partito                            | Partito                            | Candidato                          | Voti                       | %                          | Voti                       | %                          |
| ---------------------------------- | ---------------------------------- | ---------------------------------- | -------------------------- | -------------------------- | -------------------------- | -------------------------- |
|                                    | —                                  | Efisio Cugia                       | 80                         | 50,96                      | 106                        | 53,54                      |
|                                    | —                                  | Angelo Brofferio                   | 77                         | 49,04                      | 92                         | 46,46                      |
|                                    |                                    |                                    |                            |                            |                            |                            |
| Iscritti                           | Iscritti                           | Iscritti                           | 1 060                      | 100,00                     | 1 060                      | 100,00                     |
| ↳ Votanti (% su iscritti)          | ↳ Votanti (% su iscritti)          | ↳ Votanti (% su iscritti)          | 181                        | 17,08                      | 198                        | 18,68                      |
| ↳ Voti validi (% su votanti)       | ↳ Voti validi (% su votanti)       | ↳ Voti validi (% su votanti)       | 157                        | 86,74                      | 198                        | 100,00                     |
| ↳ Schede non valide (% su votanti) | ↳ Schede non valide (% su votanti) | ↳ Schede non valide (% su votanti) | 24                         | 13,26                      | 0                          | 0,00                       |
| ↳ Astenuti (% su iscritti)         | ↳ Astenuti (% su iscritti)         | ↳ Astenuti (% su iscritti)         | 879                        | 82,92                      | 862                        | 81,32                      |

1º luglio "
5 " " 	1060 	1ª vot. 131
Ball. 198 	Cugia Efisio, colonn. brig. 	80
106 	 Angelo, avv. 	77
92